# Urca
Urca je tradicionalna četvrt u južnoj zoni Rio de Janeira s oko 7 000 stanovnika (po popisu iz 2000. godine) koji su smješteni u malim zgradama i kućama. Četvrt je poznata po tome što ima najniži indeks kriminala u Riju. U ovoj četvrti stanuje poznati brazilski pjevač Roberto Carlos, a ovdje se nalazi i Šećerna Glava, sa svojom žičarom, poznatijom kao bondinho. Najpoznatija plaža u ovoj četvrti je Praia Vermelha (crvena plaža).